# Joaquim Llach i Mascaró
Joaquim Llach i Mascaró (Sant Martí Vell, 12 de juliol de 1942) és un polític català, diputat al Parlament de Catalunya en la segona legislatura.

## Biografia
Va estudiar dret i econòmiques i en 1966 començà a treballar com a delegat de la Caixa d'Estalvis de Catalunya des del 1966, entitat de la que en 1999 n'era subdirector general.
Militant del PSC-PSOE des de la transició espanyola, el 1978 fou delegat sindicat de la UGT-FEBASO (sector bancari) i el 1983 secretari de la Fundació Rafael Campalans. El 1982-1984 fou membre de la comissió executiva del PSC-PSOE, de 1984 a 1987 secretari de comunicació i el 1987 secretari nacional de finances. En març de 1988 va substituir en el seu escó Carlos Cigarrán Rodil, elegit diputat a les eleccions al Parlament de Catalunya de 1984. En 2005 fou nomenat president del Patronat del Parc Nacional d'Aigüestortes i Estany de Sant Maurici i actualment és vocal de la comissió executiva de la Fundació Ernest Lluch.